# Brad Wilk
Brad Wilk (Portland, 5 settembre 1968) è un batterista statunitense.
È il batterista del supergruppo Prophets of Rage e, dal 2014, della band alt/indie/punk blues The Last Internationale.
Dal 1991 al 2000 è stato membro del gruppo alternative metal Rage Against the Machine, ed è stato anche il batterista degli Audioslave dal 2001 al 2007, prima della riunione dei R.A.T.M., di nuovo attivi tra il 2008 e il 2014.

## Biografia
Brad inizia a suonare la batteria all'età di 13 anni, e già all'età di 14 anni ne possedeva una sua. Si appassionò talmente a questo strumento che decise di tentare la carriera come batterista. Alcuni anni dopo, Brad mise un annuncio su un giornale in cerca di altre persone interessate alla formazione di un gruppo. L'annuncio venne letto dal chitarrista Tom Morello, che stava a sua volta cercando qualcuno per mettere insieme un gruppo, dopo il fallimento della sua precedente band, i Lock Up, e i due iniziarono a collaborare.
Successivamente, sempre grazie a un annuncio, Brad Wilk e Tom Morello si unirono a Zack de la Rocha e a Tim Commerford, il primo cantante, e il secondo bassista, con i quali nel 1992 formarono i Rage Against the Machine. La carriera con questa band, con i quali inciderà quattro dischi in studio, durò fino al 2000, momento nel quale il cantante Zack de la Rocha lascia il gruppo per dedicarsi alla carriera solista. I rimanenti tre membri della band si uniscono nel 2001 all'ex cantante dei Soundgarden Chris Cornell, e formano gli Audioslave, gruppo che unisce le capacità vocali di Cornell all'energia sprigionata dai tre ex Rage Against the Machine.
Con gli Audioslave ha registrato tre album in studio, ed ha partecipato anche all'evento svoltosi il 5 maggio 2005 a Cuba, cioè l'esibizione per la prima volta di un gruppo americano nell'isola.
Nel 2012, in seguito alla reunion dei Black Sabbath, viene chiamato dagli stessi a registrare la batteria per il loro album 13, pubblicato il 10 giugno 2013. Nello stesso anno collabora come batterista per il brano Time Slowing Down, realizzato per la colonna sonora del film Sound City, prodotto e diretto dal frontman dei Foo Fighters Dave Grohl.